# Charles du Trieu de Terdonck
Charles Augustin Jean du Trieu de Terdonck (Mechelen, 2 september 1790 – 15 januari 1861) was een Belgisch politicus voor de liberale Partij en later de Katholieke Partij.

## Levensloop
De familie du Trieu behoorde al sinds 1737 tot de Mechelse notabelen. Pierre du Trieu, grootvader van Charles-Augustin, werd in 1781 door keizer Jozef II in de erfelijke adel opgenomen. Charles-Augustin du Trieu was een zoon van advocaat Charles Maximilien du Trieu, advocaat bij de Grote Raad van Mechelen, en Anne Caroline de Meester. Charles Augustin verkreeg in 1817, onder het Verenigd Koninkrijk der Nederlanden, erkenning in de erfelijke adel en werd benoemd in de Ridderschap van de provincie Antwerpen. In 1841 kreeg hij vergunning, voor hem en zijn nakomelingen, om de Terdonck aan zijn naam toe te voegen. Hij trouwde in 1811 met Barbe Pierets (1791-1862), dochter van de Mechelse burgemeester Pierre Pierets (1809-1813), en ze kregen acht kinderen.
Onder het Verenigd Koninkrijk der Nederlanden was Du Trieu vanaf 1819 lid van de Provinciale Staten van Antwerpen en in 1821 werd hij gedeputeerde. Hij was ook referendaris bij de Raad van State en commandant van de schutterij van Mechelen. In 1816 werd hij burgemeester van Blaasveld en van 1818 tot 1821 was hij tevens burgemeester van Heffen. Hij werd als burgemeester van Blaasveld opgevolgd in 1824 door P.J. Janssens en in 1830 werd hij als gedeputeerde bevestigd en bij de eerste provincieraadsverkiezingen in 1836 werd hij verkozen zowel in de kantons Mechelen als Puurs. Hij koos voor Mechelen, maar bleef slechts twee jaar in de provincieraad. Van 1840 tot aan zijn dood was hij gemeenteraadslid van Mechelen. Hij greep echter naast de burgemeesterszetel. In 1848 werd hij verkozen tot liberaal senator voor het arrondissement Mechelen. Hij vervulde dit mandaat tot aan zijn dood. Vanaf 1851 behoorde hij tot de katholieke partij, omdat hij het niet eens was met de liberale radicalisering onder Charles Rogier en vooral onder Walthère Frère-Orban.
Du Trieu was vooral actief met de studie ter bevordering van de land- en tuinbouw, zetelde in diverse landbouwgenootschappen en publiceerde. Hij was ook geïnteresseerd in de kunsten en was onder meer ondervoorzitter van de Mechelse Société pour l'encouragement des beaux-arts en bestuurder van de stedelijke muziekacademie. Hij schreef een beknopt werkje over architect-beeldhouwer Lucas Faydherbe.
In 1860 kreeg hij een persoonlijke titel van baron, maar lichtte niet tijdig de open brieven.

## Afstammelingen

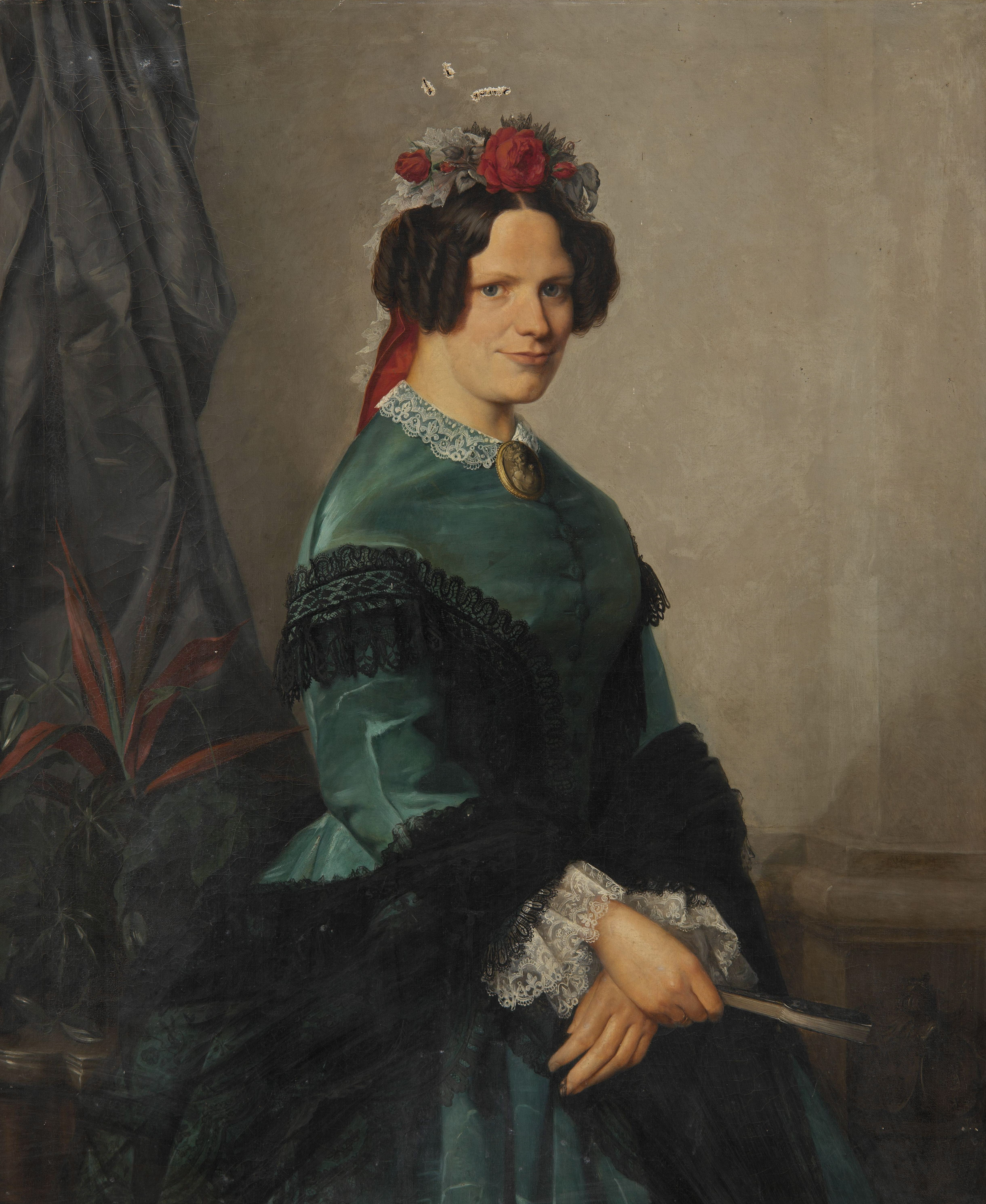
Valentine du Trieu, echtgenote de Cannart d'Hamale

Het gezin du Trieu-Pierets had acht kinderen, onder wie:
- Hilaire du Trieu (1821-1874), doctor in de rechten, bijgevoegd rechter bij de rechtbank van eerste aanleg in Mechelen. Hij trouwde met Julie Wouters de Terweerden (1819-1885). Ze hadden een zoon en een dochter, maar zonder verder nageslacht.
- Paul du Trieu (1816-1866), die trouwde met Stéphanie van Ravesteyn (1828-1879).
  - Joseph du Trieu (1865-1942) trouwde met barones Marguerite de Viron (1862-1935). Hij was voorzitter van de Vereniging voor hofbouwkunde in Mechelen en majoor van de Burgerwacht. Ze kregen elf kinderen, met afstammelingen tot heden.
    - Paul du Trieu (1887-1937) trouwde met Marie van Caloen (1890-1930), dochter van Alphonse van Caloen, burgemeester van Koolkerke.
- Marie-Jeanne Valentine du Trieu (1825-1907). Zij trouwde achtereenvolgens met Corneille de Meester (1802-1852) en met senator François de Cannart d'Hamale (1803-1880). Na de dood van haar tweede man werd ze kloosterzuster in het Instituut der Eeuwigdurige Aanbidding.

## Publicaties
- Un mot sur la proposition de frapper d'un droit de sortie... nos lins, Mechelen, 1843.
- Dissertation sur les meilleurs moyens de fertiliser les landes de la Campine et des Ardennes, sous le triple point de vue de la création de forêts, de prairies et de terres arables (bekroond door de Académie des Sciences), Brussel, 1847.
- Het keukenzout (muriate van souda), een nuttig middel om het voeder te verbeteren en te bewaren en aan de ziekten der grasvretende dieren, tot den akkerbouw noodig, voor te komen; alsmede eenige bemerkingen over deszelfs nadeelige gevolgen bij een overmatig gebruik.
- Diverse bijdragen in Journal d'agriculture pratique du royaume de Belgique.
- Notice sur la vie et les ouvrages de Lucas Fayd'herbe, Mechelen, H. Dessain, 1858.